# Jongo Trio
Jongo Trio é um grupo de bossa nova de São Paulo de 1965. Formado pelo pianista Cido Bianchi, o contra-baixista Sabá e o baterista Toninho, o Jongo tocou com Baden Powell e acabou sendo convidado para acompanhar Elis Regina e Jair Rodrigues no show "Dois na Bossa", que virou LP de muito sucesso. Também gravou o álbum Primeiro Tempo 5X0, com Claudette Soares e Taiguara. Mais tarde, mudada a formação – Toninho, Claiber (baixo) e Paulo Roberto (piano), o Jongo, passou a ser chamado de Jongo Trio e Companhia, gravou mais dois discos, em 1970 e 1972.

## Discografia

### Álbuns de estúdio
- Jongo Trio (1965)
- Jongo Trio (1972)
- Jongo (1974)
- Jongo Trio (2002)

### Participações
- Primeiro Tempo 5X0 - Claudette Soares e Taiguara (1966)